# لیپنیچکی شور
لیپنیچکی شور (به صربی: Lipnički Šor) یک منطقهٔ مسکونی در صربستان است که در لوزنیسا واقع شده‌است. لیپنیچکی شور ۲٬۶۷۳ نفر جمعیت دارد.